# Nummer-et hits i Danmark i 2014
Nummer-et hits i Danmark i 2014 er en liste over de singler der lå nummer et på den danske singlehitliste i 2014. Den var udarbejdet af International Federation of the Phonographic Industry og Nielsen Soundscan, og udgives af hitlisten.nu.

## Historie
| Dato          | Sang                      | Kunstner                                  | Kilde  |
| ------------- | ------------------------- | ----------------------------------------- | ------ |
| 3. januar     | "Sandstorm"               | Rasmus Seebach                            | [ 1 ]  |
| 10. januar    | "Timber"                  | Pitbull feat. Ke$ha                       | [ 2 ]  |
| 17. januar    | "Marquis"                 | L.O.C.                                    | [ 3 ]  |
| 24. januar    | "Happy"                   | Pharrell Williams                         | [ 4 ]  |
| 31. januar    | "Happy"                   | Pharrell Williams                         | [ 5 ]  |
| 7. februar    | "Happy"                   | Pharrell Williams                         | [ 6 ]  |
| 14. februar   | "Jalousi"                 | Medina                                    | [ 7 ]  |
| 21. februar   | "Jalousi"                 | Medina                                    | [ 8 ]  |
| 28. februar   | "Jalousi"                 | Medina                                    | [ 9 ]  |
| 7. marts      | "Happy"                   | Pharrell Williams                         | [ 10 ] |
| 14. marts     | "Happy"                   | Pharrell Williams                         | [ 11 ] |
| 21. marts     | "Happy Home"              | Hedegaard feat. Lukas Graham              | [ 12 ] |
| 28. marts     | "Happy Home"              | Hedegaard feat. Lukas Graham              | [ 13 ] |
| 4. april      | "Do Ya"                   | Anthony Jasmin                            | [ 14 ] |
| 11. april     | "Jalousi"                 | Medina                                    | [ 15 ] |
| 18. april     | "Happy Home"              | Hedegaard feat. Lukas Graham              | [ 16 ] |
| 25. april     | "Happy Home"              | Hedegaard feat. Lukas Graham              | [ 17 ] |
| 2. maj        | "Happy Home"              | Hedegaard feat. Lukas Graham              | [ 18 ] |
| 9. maj        | "Love Never Felt So Good" | Michael Jackson feat. Justin Timberlake   | [ 19 ] |
| 16. maj       | "Twerk It Like Miley"     | Brandon Beal feat. Christopher            | [ 20 ] |
| 23. maj       | "Rainmaker"               | Emmelie de Forest                         | [ 21 ] |
| 30. maj       | "Million"                 | Joey Moe                                  | [ 22 ] |
| 6. juni       | "Million"                 | Joey Moe                                  | [ 23 ] |
| 13. juni      | "Million"                 | Joey Moe                                  | [ 24 ] |
| 20. juni      | "Million"                 | Joey Moe                                  | [ 25 ] |
| 27. juni      | "Karma"                   | Burhan G feat. L.O.C.                     | [ 26 ] |
| 4. juli       | "Mama Said"               | Lukas Graham                              | [ 27 ] |
| 11. juli      | "Mama Said"               | Lukas Graham                              | [ 28 ] |
| 18. juli      | "Mama Said"               | Lukas Graham                              | [ 29 ] |
| 25. juli      | "Mama Said"               | Lukas Graham                              | [ 30 ] |
| 2. august     | "Mama Said"               | Lukas Graham                              | [ 31 ] |
| 9. august     | "Mama Said"               | Lukas Graham                              | [ 32 ] |
| 16. august    | "Prayer in C"             | Lilly Wood and the Prick and Robin Schulz | [ 33 ] |
| 23. august    | "Prayer in C"             | Lilly Wood and the Prick and Robin Schulz | [ 34 ] |
| 30. august    | "All About That Bass"     | Meghan Trainor                            | [ 35 ] |
| 6. september  | "Giv Slip"                | Medina                                    | [ 36 ] |
| 13. september | "Indianer"                | Barbara Moleko                            | [ 37 ] |
| 20. september | "All About That Bass"     | Meghan Trainor                            | [ 38 ] |
| 27. september | "All About That Bass"     | Meghan Trainor                            | [ 39 ] |
| 4. oktober    | "All About That Bass"     | Meghan Trainor                            | [ 40 ] |
| 11. oktober   | "Steal My Girl"           | One Direction                             | [ 41 ] |
| 18. oktober   | "I'm an Albatraoz"        | AronChupa                                 | [ 42 ] |
| 25. oktober   | "All About That Bass"     | Meghan Trainor                            | [ 43 ] |
| 1. november   | "CPH Girls"               | Christopher feat. Brandon Beal            | [ 44 ] |
| 8. november   | "Søvnløs"                 | KESI                                      | [ 45 ] |
| 15. november  | "Når Intet er Godt Nok"   | Medina                                    | [ 46 ] |
| 22. november  | "CPH Girls"               | Christopher feat. Brandon Beal            | [ 47 ] |
| 29. november  | "CPH Girls"               | Christopher feat. Brandon Beal            | [ 48 ] |
| 6. december   | "Thinking Out Loud"       | Ed Sheeran                                | [ 49 ] |
| 13. december  | "Cheerleader"             | OMI                                       | [ 50 ] |
| 20. december  | "Cheerleader"             | OMI                                       | [ 51 ] |
| 27. december  | "Cheerleader"             | OMI                                       | [ 52 ] |